# مازن الطميزي
مازن الطميزي  (5 يوليو 1979 في إذنا - 12 سبتمبر 2004 في بغداد) صحفي فلسطيني قتلته نيران مروحية أمريكية على الكاميرا أثناء تغطيته لحادث مروحية في شارع حيفا في بغداد، العراق. سجلت الكاميرا لحظاته الأخيرة. حيث أثار شريط وفاته زيادة في قلق الصحفيين في العراق، وكذلك الغضب في العالم العربي.
عمل الطميزي مراسلاً فلسطينياً لشبكات الأخبار المملوكة للسعودية وهي قناتي العربية والإخبارية. كان ثالث صحفي في قناة العربية يُقتل في العراق على أيدي القوات الأمريكية، بعد الصحفي علي الخطيب والمصور علي عبد العزيز.

## ردود الفعل
كان مازن الطميزي من بين 11 مدنياً قُتلوا في حادث مروحية شارع حيفا في 12 سبتمبر 2004، بعد قتال بين ثوار عراقيين وجنود أمريكيين عندما تم استدعاء مروحية أمريكية من طراز أباتشي لتدمير مركبة القتال المدرعة الأمريكية «برادلي» المحترقة لمنع العراقيين من نهب أسلحتها وذخائرها.
أفادت وكالات الأنباء الدولية أن الطميزي بدأ في تصوير موقع الحدث بعد ثلاث ساعات من تعرض القوات الأمريكية لكمين، وهو إدعاء تنازع عليه الجيش الأمريكي. يضع التقرير العسكري الرسمي وقت الضربة المروحية بعد 40 دقيقة فقط من كمين برادلي، ويذكر أن الغارة الجوية على برادلي كانت «لمنع النهب وإلحاق الأذى بالشعب العراقي».
قال نعيم طوباسي، رئيس اتحاد الصحفيين الفلسطينيين، أن قتل الطميزي كان استهدافًا متعمدًا للصحفيين العرب في العراق، ووصفها بأنها «جريمة أمريكية أخرى في العراق». ردت نجوى قاسم، مذيعة قناة العربية وزميلة سابقة للطميزي، على الإدعاءات الأمريكية بأن الطميزي كان «أحد الإرهابيين» من خلال وصفهم بأنهم «مدهشون وحزينون حقًا».